# Samatan
Samatan je naselje in občina v južnem francoskem departmaju Gers regije Jug-Pireneji. Leta 2008 je naselje imelo 2.276 prebivalcev.

## Geografija
Naselje leži v pokrajini Gaskonji ob reki Save, 36 km jugovzhodno od Aucha.

## Uprava
Samatan je sedež istoimenskega kantona, v katerega so poleg njegove vključene še občine Bézéril, Cazaux-Savès, Labastide-Savès, Lahas, Monblanc, Nizas, Noilhan, Pébées, Polastron, Pompiac, Saint-André, Saint-Soulan, Savignac-Mona in Seysses-Savès s 3.934 prebivalci.
Kanton Samatan je sestavni del okrožja Auch.

## Zanimivosti
- neogotska cerkev sv. Janeza Krstnika,
- grad chateau de Latour.